# Carlos Ibáñez del Campo
Carlos Ibáñez del Campo y Figueroa dos Nadal (Linares, 3 novembre 1877 – Santiago del Cile, 28 aprile 1960) è stato un militare e politico cileno, presidente del Cile per due mandati: come dittatore dal 9 aprile 1927 al 26 luglio 1931 e legittimamente dal 3 novembre 1952 al 3 novembre 1958.

## Gli inizi della carriera
Allievo dell'Escuela Militar, da dove uscì nel 1898 col grado di alfiere, Ibáñez del Campo fu inviato per sei anni come istruttore militare in Ecuador; ricoprì diversi incarichi nelle forze armate, tra i quali la direzione dell'Escuela de Carabineros e quella dell'Escuela Militar.

## Il golpe e il crollo della Repubblica
Partecipò al Comitato Militare che interruppe il mandato del presidente Arturo Alessandri Palma e segnò il crollo della Repubblica Parlamentare (settembre 1924) e poi rovesciò insieme al generale dell'Aeronautica Marmaduke Grove anche la Giunta di Governo del generale Luis Altamirano (23 gennaio 1925), con un altro golpe, aprendo la strada al ritorno di Alessandri.
Nominato ministro della Guerra e della Marina da Alessandri (1925), rifiutò l'ordine di dimissioni che questi diede a tutti i ministri, provocando una nuova crisi politica che terminò con le dimissioni del presidente (1º ottobre 1925).
Nominato ministro dell'Interno dal nuovo presidente Emiliano Figueroa (1926), Ibáñez del Campo esercitò una tale influenza sul capo dello Stato da emarginarlo progressivamente cumulando le cariche di presidente del Consiglio dei ministri e vicepresidente della Repubblica (1927), spingendolo infine alle dimissioni (17 aprile 1927).

## Il primo mandato presidenziale
Assunta la guida dello Stato come vicepresidente, Ibáñez del Campo fu eletto presidente presentandosi come candidato unico (22 maggio 1927), esercitando nei quattro anni successivi una ferrea dittatura sostenuta inizialmente da un forte consenso popolare, più che dalle forze armate. Nel 1929, grazie all'opera diplomatica di Emiliano Figueroa, risolse l'annosa questione di Tacna e Arica restituendo Tacna al Perù e fissando definitivamente il confine con quello Stato. La popolarità di Ibáñez del Campo fu ulteriormente accresciuta dal vasto programma di lavori pubblici e investimenti statali reso possibile dai finanziamenti delle banche statunitensi, ma il crollo di Wall Street del 1929 provocò il rientro dei capitali statunitensi, e il Cile fu lo Stato più danneggiato dalla Grande depressione di tutto il mondo. Nel 1930 e nel 1931 Ibáñez del Campo si fece concedere poteri straordinari per fronteggiare la crisi economica, ma venne infine deposto il 26 luglio 1931 ed esiliato fino al 1937.

## Il secondo mandato presidenziale
Rientrato dall'esilio, il nome Ibáñez del Campo venne coinvolto in un ulteriore tentativo di golpe il 5 settembre del 1938, giorno che venne ricordato come quello del massacro del Seguro Obrero. In tale data, alcuni membri del filo-nazista Movimento Nazional Socialista del Cile s'impossessarono dell'edificio del Seguro Obrero nella capitale in un tentativo di colpo di stato per permettere la presa del potere di Ibáñez del Campo i quali si scontrarono con i carabinieri in una lunga sparatoria prima di arrendersi. Dopo aver ripreso l'edificio, le forze dell'ordine massacrarono i ribelli all'interno del palazzo giustiziandoli sommariamente al contrario della promessa libertà, causando un totale di 59 morti. Ancora oggi si ignora chi diede l'ordine, per quanto si sia ipotizzato che venne direttamente dal presidente e rivale Arturo Alessandri Palma, di orientamento liberal-conservatore. Nonostante Ibáñez del Campo tentò di costituire un proprio partito per essere rieletto alla presidenza venne comunque sconfitto alle elezioni del 1938 e del 1942.
Poco dopo il XIII Congresso del Partido Socialista Popular del 1951 fu proclamato come suo candidato presidenziale, il che causò il rifiuto dei senatori Salvador Allende e Tomás Chadwick. Così vince le presidenziali nel 1952 come candidato anche del Partido Femenino de Chile e del Partido Agrario Laborista, col simbolo di una scopa, con cui avrebbe spazzato via la corruzione e il malgoverno. Il suo secondo mandato non fu un successo: ormai anziano e privo dell'antica fermezza, Ibáñez lasciò il governo ai suoi ministri, senza riuscire a risolvere i gravi problemi economici del Cile. Dovette affrontare le crisi provocate dall'inflazione e dallo sciopero di protesta contro la legge sul blocco dei salari (1956) e fece studiare alla Missione Klein-Sacks delle riforme economiche liberiste che non furono mai applicate per la loro impopolarità. Istituì il Banco de Estado (1953), contribuì alla fondazione del BID e trasformò Arica in un porto franco. Fece promulgare la legge che istituiva la Tessera Elettorale Unica, per evitare i casi di voto multiplo che si erano prodotti in passato.
Concluso il suo secondo mandato, si ritirò a vita privata. Gli fu dedicata la XI Regione del Cile, Aysén del General Carlos Ibáñez del Campo.

## La riforma della pubblica amministrazione
Secondo la visione dello Stato di Ibáñez, sarebbe stato necessario introdurre il principio della rigida separazione fra responsabilità politica e amministrativa, proprio degli Stati moderni. La crisi economica e sociale del primo dopoguerra rappresentò la congiuntura internazionale favorevole per l'ascesa al potere di un leader munito di idonei poteri di riforma. Tuttavia, la sua visione non era suffragata da studi scientifici in ambito amministrativo né fu predisposta alcuna struttura di formazione dei funzionari statali e dei livelli operativi della burocrazia per adeguarli all'intelligenza della riforma.
Il primo corso universitario di Scienze Politiche e Amministrative fu istituito dall'Università del Cile solamente nel 1954, e solamente cinque anni più tardi si concretizzò nel primo corso di aggiornamento professionale per gli impiegati dell'ufficio pubblico del Registro Civil e Identificación. La carenza di un'adeguata pianificazione portò a un complesso istituzionale segnato da denominazioni, status giuridici e personali tra loro disomogenei, con sovrapposizioni di competenze e duplicazioni di ruoli, rivalità interne e gradi di libertà per la corruzione. 
Ibáñez non riuscì nemmeno a imporre un accesso centralizzato nazionale alla pubblica amministrazione basato esclusivamente sullo strumento del concorso pubblico, la progressione di carriera secondo un criterio meritocratico e l'adozione di procedure interne di funzionamento, benché queste proposte apparissero già negli anni venti come la migliore soluzione possibile ai problemi storici delnepotismo e il clientelismo.